# Józef Kała
Józef Kała (ur. 17 kwietnia 1959 w Osieku) – polski samorządowiec.

## Życiorys
Ukończył studia na Akademii Górniczo-Hutniczej w Krakowie. W latach 1992–2002 sprawował urząd wójta gminy Polanka Wielka. W 1998 zasiadł po raz pierwszy w radzie powiatu oświęcimskiego, od 2002 do 2010 pełnił jednocześnie funkcję starosty.
Wstąpił do Polskiego Stronnictwa Ludowego. Był liderem listy wyborczej tej partii w okręgu chrzanowskim w wyborach do Sejmu w 2005, 2007 i 2015. Kandydował także na posła w 2019 oraz do Parlamentu Europejskiego w 2009 i 2014 w okręgu krakowskim. W wyborach samorządowych w 2010 uzyskał po raz czwarty z rzędu mandat radnego powiatu, wszedł też do drugiej tury wyborów na wójta gminy Polanka Wielka. W 2011 został zastępcą prezesa Wojewódzkiego Funduszu Ochrony Środowiska i Gospodarki Wodnej w Krakowie. W 2014 i 2018 kandydował do sejmiku małopolskiego, a w 2024 ubiegał się o mandat radnego powiatu.
Otrzymał Srebrny (2002) i Złoty (2010) Krzyż Zasługi. W 2011 odznaczony Brązową Odznaka „Zasłużony dla Ochrony Przeciwpożarowej”.